# Serra de Port del Comte
La Serra de Port del Comte és una serralada situada al nord del massís del Port del Comte, la carena de la qual fa de partió entre les comarques del Solsonès i de l'Alt Urgell, en els termes municipals, per una banda, d'Odèn i la Coma i la Pedra i, per l'altra, de Fígols i Alinyà i la Vansa i Fórnols.

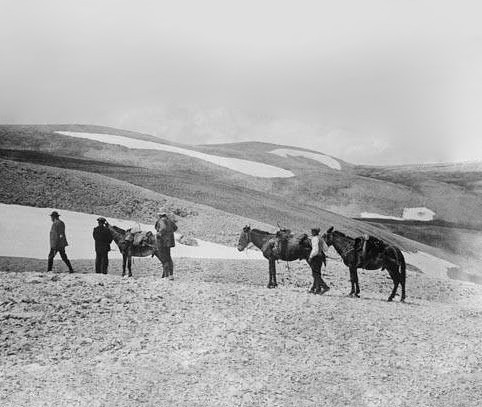
Al Port del Comte l'any 1913

La carena, d'uns 4 km de longitud i amb una altitud que supera quasi de manera permanent els 2.300 m, segueix la direcció SW-NE i presenta aquests quatre cims: la Gespeguera (2.333 m) a la banda més occidental, el Pedró dels Quatre Batlles (2.386,5 m) i la Tossa Pelada (2.379 m) a la part central i el Tossal d'Estivella (2.338 m) a l'extrem oriental. Un cinquè cim, el Vulturó, de 2.348,9 m d'altitud, s'aixeca a 582 m al sud del Pedró dels Quatre Batlles i, per tant, queda fora d'aquesta línia carenal.
La vegetació de la part alta es redueix a l'herba dels prats alpins que creix entre el pedregar i els arbres i arbustos hi són del tot absents.